# 南羅斯馬里 (北卡羅萊納州)
南羅斯馬里（英語：South Rosemary）是位於美國北卡羅萊納州哈利法克斯縣的普查規定居民點。

## 人口
根據2020年美國人口普查的數據，南羅斯馬里的面積為15.87平方千米，當中陸地面積為15.85平方千米，而水域面積為0.02平方千米。當地共有人口2753人，而人口密度為每平方千米173.47人。